# 陵戸
陵戸（りょうこ）は、日本の律令制下の身分制度である良賤制における賤民（五色の賤）の一。

## 概要
天皇や皇族の陵墓の守衛に使役された。
その起源については定かではなく、記紀神話の初出は日本書紀仁徳天皇60年（372年）にて、日本武尊の陵に陵守がおかれていたことがわかるが、これは説話の一つであり、当時の実態を反映しているかは不明である。
陵墓の管理に関する最初の規定は、持統天皇5年（691年）の規定であり、そこでは、天皇陵には5戸、それ以外の王の墓には3戸の陵守をおき、陵墓の守衛、清掃にあたることが定められている。また、守衛の職を世襲する常陵守は84戸、欠員をうめるために一時的に取り立てた借陵守は150戸存在していたことがわかる。
養老2年（718年）、養老律令が制定され、陵守は陵戸と改められ、諸陵寮の管理のもと、賤民の扱いを受けることとなった。戸を形成し、良民と同額の口分田を支給され、課役を免除されていた。当色婚であったため陵戸どうしの婚姻しか認められなかった。
陵戸の職掌はあくまで日常の陵墓の管理であって、祭祀については、朝廷から上級官人が「荷前使」（のさきのつかい）として派遣され、執り行うこととされていたが、9世紀になるころには、官人の間で触穢思想が高まるとともに、荷前使の派遣が滞るようになり、陵戸が祭祀にも携わるようになった。
なお、陵戸が賤民となった理由として、上述の触穢思想によるものとされるが、古代において触穢思想が浸透したのは上級官人層のみであって、一般にはそのような思想は及んでいなかったものとされる。現に、陵戸の欠員を良民から一時的に補充する制度は律令制下でも運用されており、こちらの制度が良戸側の抵抗で紛糾した記録はないためである。陵戸が賤民であるのは、日本が律令制度を導入するにあたり範とした唐王朝における規定の影響を受けたものとされる。なお、唐ではこの時点で既に良民が当てられるように変更されていたが、日本においては、陵墓の守衛に万全を期すべく、身分の管理を行いやすい賤民を当てる規定を引き続き用いたものと思われる。
律令制は貴族の荘園支配の台頭とともに崩壊し有名無実化していったが、一部には特定の陵墓の維持管理に携わる者達が部落を作り、明治期まで維持されていたと見られる例がある。